# Eftra församling
Eftra församling var en församling i  Göteborgs stift i Falkenbergs kommun. Församlingen uppgick 2010 i Susedalens församling.
Församlingskyrka var Eftra kyrka

## Administrativ historik
Församlingen har medeltida ursprung. Församlingen var till 1564 moderförsamling i pastoratet Eftra och Slöinge. Från 1564 till 2010 annexförsamling i pastoratet Slöinge och Eftra som  1972 utöakdes med Årstads församling, Asige församling och Abilds församling. Församlingen uppgick 2010 tillsammans med övriga församlingar i pastoratet i Susedalens församling.
Församlingskod var 138207.